# Revolta no Barém de 2011
A Revolta no Barém foi uma série de violentas manifestações que ocorreram no país como parte da série de protestos que ocorrem no mundo árabe. No país, os protestos tinham, em grande parte, o objetivo de uma troca do sistema de governo do país, da monarquia constitucional por um sistema parlamentarista, além de mais liberdades democráticas, de maior igualdade entre a maioria xiita do país, que se queixa de suposta discriminação por parte da dinastia sunita que os governa, a família Al-Khalifa.
Os protestos foram inicialmente destinados a obter maior liberdade política e igualdade para a maioria da população xiita, logo se expandiram para acabar com a monarquia do Rei Hamad na sequência de um ataque mortal na noite de 17 de fevereiro de 2011 contra manifestantes na Praça da Pérola em Manama, conhecida localmente como a Quinta-Feira Sangrenta.
Os manifestantes em Manama estavam acampados há dias na Praça da Pérola, que funcionava como o ponto central dos protestos. Depois de um mês, o governo solicitou tropas ao Conselho de Cooperação do Golfo, que chegaram em 14 de março: reforçado por tropas da Arábia Saudita e dos Emirados Árabes Unidos pela Força do Escudo da Península, o braço militar do Conselho de Cooperação do Golfo, o que permitiu ao rei esmagar a oposição. A monarquia saudita impõe sua hegemonia sobre a região, mas essa repressão aumenta o antagonismo entre as comunidades e classes dentro do país.
Um dia depois da intervenção, o rei do Barém declarou lei marcial e um estado de emergência de três meses. A Praça da Pérola foi “limpa” de manifestantes e a estátua icônica em seu centro foi destruída. Depois do levante do estado de emergência em 1 de junho, o partido de oposição Al Wefaq organizou diversos protestos semanais normalmente com a presença de dezenas de milhares de pessoas. Uma das suas marchas organizadas em 9 de março de 2012 participaram mais de 100 mil e uma das suas manifestações recentes em 31 de agosto atraiu dezenas de milhares de pessoas. Protestos e confrontos diários de menor escala continuaram principalmente fora dos distritos de negócios de Manama. Em abril de 2012, mais de 80 pessoas morreram durante o levante.
A resposta da polícia foi descrita como uma repressão "brutal" contra os manifestantes pacíficos e desarmados, inclusive médicos e blogueiros. A polícia realizou incursões em casas a noite em bairros xiitas, espancamentos nos postos de controle, e negação de cuidados médicos em uma campanha de intimidação. Mais de 2.929 pessoas foram presas, e pelo menos cinco pessoas morreram devido à tortura enquanto estavam sob custódia da polícia.:287–8

## Precedentes
As raízes da revolta datam do início do século XX. O povo do Barém têm protestado esporadicamente ao longo das últimas décadas exigindo direitos sociais, econômicos e políticos. As manifestações estiveram presentes no início dos anos 1920 e na primeira eleição municipal foi realizada em 1926.
Na década de 1990, um levante fez com que esquerdistas, liberais e muçulmanos unissem forças contra o governo. A revolta terminou depois de Isa bin Salman al-Khalifa se tornar emir em 1999 e um referendo realizado em 14e 15 de fevereiro de 2001, unanimente, apoiou a Carta de Ação Nacional do Barém, o que fez do país uma monarquia constitucional. As eleições de 2010 também foram controversas.

### História
Governado pelos Al Khalifa desde 1783, o Barém foi um protetorado britânico na maior parte do século XX. Em 1926, Charles Belgrave, um britânico operando como um "conselheiro" para o governante tornou-se o governante de facto. O Comitê da União Nacional (NUC), formado em 1954, foi o primeiro grande desafio ao status quo. Dois anos depois de sua formação, os líderes do NUC foram presos e deportados pelas autoridades. Em 1965, uma revolta de um mês que irrompeu pelos trabalhadores petroleiros foi esmagada. No ano seguinte, um novo "conselheiro" britânico foi nomeado. Ian Henderson era então conhecido por supostamente ordenar a tortura e assassinatos no Quênia. Ele foi encarregado da designação e desenvolvimento da agência de inteligência.

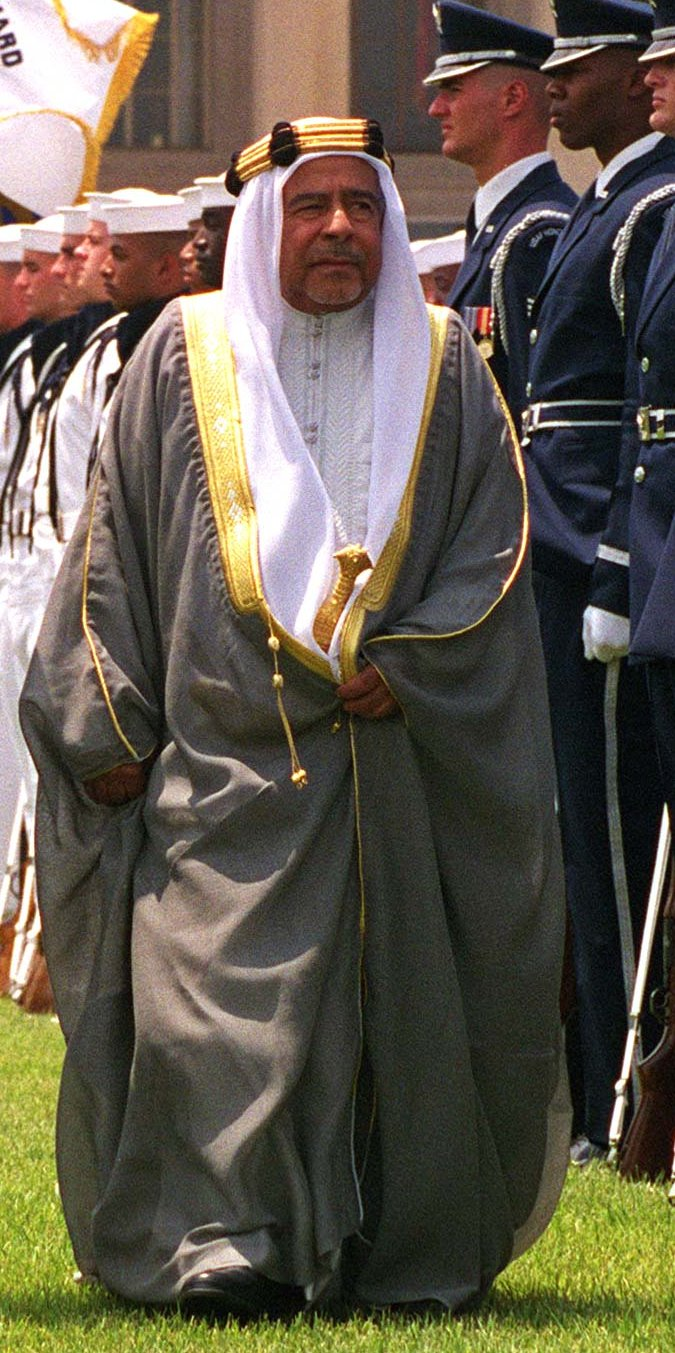
O falecido Emir, Isa bin Sulman al-Khalifa dissolveu o Parlamento e suspendeu a Constituição em 1975

Em 1971, o Barém tornou-se um Estado independente e, em 1973, o país realizou sua primeira eleição parlamentar. No entanto, apenas dois anos depois, a Constituição foi suspensa e a Assembléia dissolvida pelo posterior emir. O estado dos direitos humanos se deteriorou no período entre 1975 e 2001, que viu uma grande repressão. Um suposto golpe de Estado foi tentado em 1981. Em 1992, 280 líderes da sociedade exigiram o retorno do parlamento e da constituição, o que o governo rejeitou. Dois anos depois, uma revolta popular entrou em erupção. Ao longo do levante grandes manifestações e atos de violência ocorreram. Mais de 40 pessoas foram mortas, incluindo vários detidos sob custódia da polícia e pelo menos três policiais.
Em 1999, Hamad bin Isa Al Khalifa sucedeu seu pai. Ele encerrou com sucesso o levante em 2001, depois da introdução de uma vasta gama de reformas, que 98.4 por cento dos bareinitas votaram favoravelmente por meio de um referendo em todo o país. No ano seguinte, as associações de oposição "se sentiram traídas", após o governo emitir uma nova constituição unilateral. Apesar das promessas anteriores, os nomeados da metade superior do parlamento receberam mais poderes do que os eleitos da metade inferior.  O emir se tornou um rei com poderes executivos amplos.:15 Quatro partidos de oposição boicotaram a eleição parlamentar de 2002, no entanto, em 2006 um deles, o Al Wefaq conquistou a maioria.  A participação nas eleições aumentou a divisão entre as associações da oposição. O Movimento Haq foi fundado e utilizou protestos de rua para buscar mudanças, em vez de trazer a mudança dentro do parlamento. O período entre 2007 e 2010 foi marcado por protestos esporádicos que foram seguidos por grandes prisões. Desde então, as tensões aumentaram "perigosamente".

### Direitos humanos
O estado dos direitos humanos no Barém foi criticado no período entre 1975 e 2001. O governo havia cometido vastas violações incluindo tortura sistemática. Após reformas em 2001, os direitos humanos melhoraram significativamente e foram elogiados pela Anistia Internacional. Entretanto, começaram a deteriorar-se no final de 2007, quando a tortura e táticas de repressão estavam sendo usadas novamente. Em 2010, a tortura tornou-se comum e o registro dos direitos humanos do Barém foi descrito como "sombrio" pela Human Rights Watch. A maioria xiita há muito reclama do que chamam de discriminação sistemática. Eles acusam o governo de sunitas naturalizados de países vizinhos e gerrymandering de distritos eleitorais.
A família real é sunita, porém a comunidade xiita é majoritária (cerca de 70% da população), sendo vítima de discriminação no acesso à habitação, saúde e empregos no setor público (empregos na área de segurança são proibidos, por exemplo). O regime privilegia imigrantes de religião sunita, incluindo naturalizados, a fim de fortalecer a comunidade sunita supostamente para apoiá-los.

### Economia
O Barém é relativamente pobre quando comparado com os seus vizinhos ricos em recursos petrolíferos do Golfo; seu petróleo "praticamente secou" e depende do setor bancário e do turismo.
É, portanto, um quase-protetorado da Arábia Saudita, cuja empresa petrolífera, Aramco, explora seus campos de petróleo ainda em operação no Barém, a Abou Safaa. A maioria das receitas públicas do Barém deste campo, depende da boa vontade de seus vizinhos para pagar a sua parte dos lucros. A produção do petróleo é complementada por refino, o Barém é uma refinaria do petróleo saudita.
A taxa de desemprego no Barém está entre as maiores da região. A pobreza extrema não existe no país, onde a renda média diária é de US$ 12.8, mas 11 por cento dos cidadãos sofrem de pobreza relativa.

### Relações internacionais
O Barém hospeda a Atividade de Apoio Naval do Barém, porto-base da Quinta Frota, que assegura o abastecimento de petróleo dos Estados Unidos: 1.500 soldados estadunidenses estão permanentemente implantados no Barém. O Departamento de Defesa dos EUA considera o local como fundamental para suas tentativas de combater o poder militar iraniano na região. O governo da Arábia Saudita e outros governos da região do Golfo apoiam fortemente o Rei do Barém. Embora oficiais do governo e meios de comunicação, muitas vezes acusam a oposição de serem influenciados pelo Irã, uma comissão nomeada pelo governo não encontrou nenhuma evidência que apoia essa reivindicação. O Irã tem historicamente reivindicado o Barém como uma província, mas o pedido foi abandonado depois que um referendo da ONU em 1970, revelar que a maioria das pessoas do Barém preferem a independência sobre o controle iraniano.

## Cronologia dos protestos

### 13 de fevereiro
No domingo à noite, três policiais ficaram feridos em confrontos com uma centena de pessoas que participavam numa manifestação não autorizada em Carzacane.

### 14 de fevereiro
Manifestantes protestaram, contra o governo e as forças de segurança carregaram sobre os manifestantes, tendo lançado bombas de gás lacrimogêneo e balas de borracha para dispersar protestos antigovernamentais em Nuaidrate antes de um comício que clamaria por reformas políticas. Foi o segundo confronto com os manifestantes desde 13 de fevereiro. No mesmo dia que o país comemora o novo aniversário da Constituição de 2002, que instaurou a eleição parlamentar no país. Mas a oposição exige mudanças mais profundas na dinastia que governa o Estado, apelando para uma transferência de poder dos monarcas para o parlamento. Dois manifestantes morreram no durante a repressão dos protestos, e, isso fez com que as redes sociais na Internet estivessem inundadas de apelos de grupos políticos de juventude, ativistas de direitos humanos e outros para participação na manifestação do dia anterior. Foi o dia mais violento de protestos até agora, que acabou ficando conhecido como "Dia de Raiva".

### 15 de fevereiro
O bloco xiita no Parlamento do Barém, que tem 18 deputados de um total de 40, anunciou que suspendeu sua participação na Assembleia em resposta à repressão das manifestações. "O movimento Al Wefaq suspendeu a participação no Parlamento, em consequência das reações selvagens às manifestações, que provocaram duas mortes", declarou Khalil Ibrahim al-Marzuq, representante do grupo.
Após a morte dos dois rapazes, milhares de manifestantes ocuparam a praça da Pérola, em Manama, capital barenita. Na praça, rebatizada de 'praça da Nação', os manifestantes gritavam: "Nem sunitas, nem xiitas, somos todos barenitas". Mais cedo, policiais dispersaram cerca de 10 mil pessoas que protestavam em frente ao hospital, em luto por um dos manifestantes mortos ontem.

### 16 de fevereiro
Milhares de pessoas participaram dos funerais do manifestante morto na véspera pelas forças de segurança, enquanto outros acamparam em uma praça do centro da capital Manama para reclamar reformas e a emissão do primeiro-ministro. Depois que no dia anterior o rei, criticou a morte de manifestantes, o ministro Interior, xeque Raxide ibne Abedalá Alcalifa, em um discurso exibido na televisão, manifestou "profundo pesar" e pediu desculpas pela morte dos manifestantes. Anunciou a detenção dos supostos assassinos. "Os responsáveis pela morte dos dois manifestantes foram detidos e iniciamos uma investigação para determinar as circunstâncias das mortes".
Mais de 2.000 pessoas, algumas pedindo a queda do regime, participaram no enterro de Fadel Salman Matruk em Mauz, um bairro xiita de Manama. Em função das mortes, a Associação do Acordo Nacional Islâmico (Al Wefaq), que ocupa 18 das 40 cadeiras da Câmara, suspendeu sua participação no Parlamento do reino de maioria xiita. Fadel Salman Matrouk teria sido morto no dia 15 em frente a um hospital, onde amigos e parentes estavam reunidos para o funeral de Msheymah Ali, falecido em decorrência dos ferimentos depois que a polícia dispersou, no dia 14, um protesto em uma cidade ao leste de Manama. Os dois homens foram referido como "mártires".
Na noite do dia 14, a polícia reprimiu com violência uma manifestação. Os números oficiais gerais apontam para pelo menos dois mortos, mais de 320 feridos desde o começo dos confrontos.

### 17 de fevereiro
As forças de segurança começaram a usar tanques, veículos de polícia e arame farpado para cercar e isolar a praça central. Milhares de manifestantes foram retirados à força da praça durante a madrugada pelos policiais, que usaram bombas de gás lacrimogêneo e golpes de bastão. O ministro do Interior, Raxide ibne Abedalá Alcalifa, fez um pronunciamento no canal de televisão estatal, proibindo novos protestos e alertando que o Exército tomará todas as medidas necessárias para garantir a segurança. Os líderes dos protestos avisaram que vão intensificar as manifestações, a maior delas está marcada para o dia 19 (sábado). O exército anunciou em comunicado que tem o controle de, praticamente, toda a capital (Manama) e que as manifestações continuam proibidas. Fontes médicas citadas por agências de notícias internacionais indicaram que pelo menos quatro pessoas morreram na repressão da manifestação de 17 de fevereiro. O comunicado do exército também sugere aos cidadãos a evitarem "as concentrações em zonas vitais do centro da capital".
Uma reunião extraordinária foi convocada para o dia 17 pelo Conselho de Cooperação do Golfo (CCG). O órgão é integrado por Barém, Arábia Saudita, Emirados Árabes Unidos, Omã, Catar e Cuaite. Os chefes das diplomacias dos países mostraram seu apoio ao Barém. "Nossa segurança é uma responsabilidade coletiva e está fora de questão aceitar ingerências externas", dizia o texto. Por outro lado, o ministro de Relações Exteriores justificou diante da imprensa a intervenção das forças de segurança contra os manifestantes pela necessidade de impedir um conflito e uma crise econômica.
O Governo do Barém afrima estar disposto a conversar sobre possíveis reformas políticas, mas antes quer entrar em acordo com diferentes partidos da oposição, afirmou um político do Parlamento, Adel al-Mouwda. "O Governo está disposto a conversar, mas isso leva tempo", afirmou o legislador, do partido al-Asalah, em declarações à rede de televisão Al Jazeera. Segundo o legislador de seu partido, a população barenita tem de acalmar-se e buscar canais de negociação "para não arrastar o país a uma situação pior". O número geral da crise política no país já soma seis mortes e pelo menos 95 feridos.

### 18 de fevereiro
Milhares de bareinitas protestaram na cidade de Sitra, dando adeus aos três jovens mortos no dia 17 durante a repressão policial a um movimento pacífico. Gritando "O povo quer a queda do regime" ou "Morte aos Alcalifa", a multidão marchou por horas no centro desta cidade xiita na periferia de Manama, onde foram enterrados três dos quatro manifestantes mortos no dia anterior por policiais na Praça da Pérola, apelidada de "Praça da Libertação" pelos manifestantes. Avançando lentamente, a multidão acompanhou cada um dos três "mártires" (como foram apelidados os mortos pelas forças de segurança) em uma procissão que acabou se transformando em um verdadeiro movimento político. Agitando a bandeira vermelha e branca do país, oradores tentavam não dar dimensões confessionais à procissão, entoando um slogan que ficou popular no país: "Nem xiitas, nem sunitas. Unidade Nacional".
Os gritos da manifestação que exigia a saída do rei e do seu círculo próximo foram abafados por tanques e forte ofensiva policial – quatro pessoas morreram e 231 ficaram feridas. Mas os protestos voltaram à praça. E desta vez foram soldados a controlar a situação. "Há muitos feridos, alguns em estado crítico", afirmou à Reuters Jalal Firooz, da Al-Wefaq. "De manhã, o rei lamenta as mortes; a noite, nos ataca", esbravejou um aposentado.
"Na Praça da Pérola, vocês impuseram suas vontades às autoridades, que tentaram lhes reprimir com violência", lançou o militante islâmico Abdel Wahab Hussein, antes de acrescentar que a repressão é "a prova do colapso do regime". Falando para a multidão através de um megafone, ele enumerou as reformas políticas reivindicadas pela oposição, antes de destacar que "o ministro do Interior e os dirigentes que deram a ordem de atirar contra os manifestantes no dia 17 deveriam ser julgados". "Enquanto vivermos, não esqueceremos jamais o sangue dos mártires", respondeu a multidão, de forma sincronizada e organizada. "Peço aos irmãos sunitas para que sejam solidários, pois, um dia, eles podem ser as próximas vítimas" do regime, declarou Ahmed.
Até mesmo contra a organização da Fórmula 1 os protestos foram dirigidos. "Senhor Ecclestone, será que vale sacrificar nossas vidas pelo prêmio de Fórmula 1?", proclamava uma faixa agitada por jovens, à frente do cortejo. Bernie Ecclestone era o grande chefe da Fórmula 1, cuja temporada 2011 deveria começar no dia 13 de março, no Circuito Internacional do Barém.

## Reações

### Domésticas
- O rei Al-Khalifa, lamentou, em um discurso na TV estatal, a morte dos dois manifestantes xiitas e anunciou a formação de uma comissão de investigação ministerial. Ele também ofereceu condolências às famílias das vítimas e prometeu implementar reformas, entre as quais aliviar a restrição à imprensa e à internet.[66][74]

- A fim de protestar contra a repressão das manifestações e a morte de dois homens, o principal bloco de oposição xiita do Parlamento suspendeu sua participação na assembleia.[74]

### Internacionais
A revolta teve consequências para o Barém por parte da comunidade internacional, bem como os investidores estrangeiros, incluindo a Fórmula Um, que cancelou o Grande Prêmio do Barém, devido à instabilidade e protestos pelos atos do governo do Barém. Os governos ocidentais e organizações geralmente têm expressado mais magnanimidade para com o governo do Barém, visto como um aliado-chave da União Europeia e dos Estados Unidos e um baluarte próximo contra o Irã, do que têm para com outros governos acusados de violar os direitos humanos de manifestantes durante a Primavera Árabe. Os Estados Unidos e o Reino Unido condenaram o uso da violência por parte das autoridades do Barém. Não exigem mudança de regime ou ameaçam com sanções.
O Irã expressou forte apoio para os manifestantes, a maioria dos quais seguem o Islã xiita, a religião estatal iraniana. As relações entre Teerã e Manama esfriaram consideravelmente durante o levante, com ambos os países expulsando embaixadores uns dos outros. O Irã se juntou ao Iraque, em oposição a intervenção militar do Conselho de Cooperação do Golfo no Barém. Aliados do governo do Barém, como a Arábia Saudita e outros Estados membros do CCG, que por outro lado culparam o Irã por incitar turbulência no pequeno arquipélago e questionaram a legitimidade das reivindicações dos manifestantes, ecoando declarações de Manama.
Milhares de manifestantes xiitas surgiram no Iraque e Qatif, na Arábia Saudita, em oposição à intervenção liderada pelos sauditas no Barém. O Conselho de Cooperação do Golfo e o governo saudita defendem a ação como necessária para restaurar a estabilidade e a segurança no país.
Organizações de direitos humanos, incluindo a Anistia Internacional e Physicians for Human Rights têm documentado supostas atrocidades no Barém e a dura resposta das autoridades condenado à revolta. O tratamento de profissionais médicos acusados de financiar ativistas da oposição tem sido uma fonte particular de perigo para os críticos do governo, incluindo tanto os defensores dos direitos humanos e jornalistas que trabalham na região.

#### Órgãos supranacionais
- União Europeia: A chefe da diplomacia da UE fez saber que os 27 integrantes do bloco estão muito preocupados com a violência e com as mortes e feridos dos confrontos.[93]

#### Países
- Brasil: O governo do Brasil acompanha com preocupação o agravamento da crise no país e apelou para que as autoridades busquem um acordo com os manifestantes, envitando mais confrontos e violência. Por meio do Ministério das Relações Exteriores, o governo conclamou as partes a buscarem encaminhamento pacífico para as demandas e manifestou a expectativa de que as autoridades do Reino do Barém garantam, sem o recurso à violência, a liberdade de expressão e os direitos civis da população.[94]
- Estados Unidos: O país está entre os que pedem um travão na violência confessando preocupação com este velho aliado. É no Barém que está estacionada a quinta frota da marinha norte-americana, responsável pela segurança no Golfo Pérsico, no mar Vermelho, no mar Arábico e na costa leste da África até ao Quênia. Por isso, o Pentágono segue de perto todos os desenvolvimentos da situação barenita. Em 15 de fevereiro, o departamento norte-americano de defesa pediu ao Governo do país que trave a violência.[93] O presidente Barack Obama conversou no dia 18 com o rei do Barém, e condenou a violência das forças do governo. Obama "reafirmou que condena a violência utilizada contra os manifestantes pacíficos, e exigiu do governo do Barém que mostre moderação e puna os responsáveis pela violência".[95]
- Israel:O primeiro-ministro Benjamin Netanyahu disse que o mundo árabe está passando por um "terremoto", mas que ele espera "o melhor" para os países envolvidos. O chefe de governo israelense disse esperar que a crise entre os países árabes fortaleça os acordos de paz e gere novos pactos, mas afirmou que seu país permanece "preparado para qualquer possibilidade". Israel tem tratados com alguns países da região, mas o clima de instabilidade preocupa as autoridades.[96]

#### Organizações
- Conselho de Cooperação do Golfo: O órgão, em reunião extraordinária no dia 17 de fevereiro deu total apoio ao governo do Barém. "Expressamos o nosso total apoio a Barém no plano político, econômico, de segurança e de defesa", asseguraram em um comunicado os representantes do CCG.[70]
- Organização das Nações Unidas: A alta comissária de Direitos Humanos da ONU, Navi Pillay, criticou duramente o governo do Barém (além também  do governo da Líbia)  pelas violentas repressões aos manifestantes. Ela qualificou de "ilegal e excessivamente pesada a reação de vários governos [...] às exigências legítimas de seu povo."[97]
- O Grande Prêmio do Barém, que estava marcado para ser realizado no dia 13 de março, marcando a abertura da temporada 2011 da Fórmula 1, foi cancelado.[98]